# Woletzina
Woletzina es un género de foraminífero planctónico considerado un sinónimo posterior de Conoglobigerina de la familia Conoglobigerinidae, de la superfamilia Rotaliporoidea, del suborden Globigerinina y del orden Globigerinida. Su especie tipo era Globigerina jurassica. Su rango cronoestratigráfico abarcaba desde el Calloviense (Jurásico medio) hasta el Oxfordiense (Jurásico superior).

## Descripción
Su descripción podría coincidir con la del género Conoglobigerina, ya que Woletzina es considerado un sinónimo subjetivo posterior. Parece diferenciarse de Conoglobigerina por sus cámaras ovoidales alargadas axialmente. Además, su concha es más heteromórfica, es decir, con morfologías en los estadios juvenil y adulto muy diferentes; el estadio adulto se diferencia del estadio juvenil por presentar menos cámaras por vuelta de espira y, además, estar enrolladas en una trocospira más alta (de aspecto globular o turriculada).

## Discusión
Clasificaciones posteriores incluyen Woletzina en la superfamilia Favuselloidea.

## Paleoecología
Woletzina, como Conoglobigerina, incluía especies con un modo de vida planctónico o meroplanctónico, de distribución latitudinal templada (hemisferio norte), y habitantes pelágicos de aguas superficiales (medio epipelágico).

## Clasificación
Woletzina incluía a las siguientes especies:
- Woletzina cylindrica †
- Woletzina gaurdakensis †
- Woletzina irregularis †
- Woletzina jurassica †, aceptada como Conoglobigerina jurassica